# نادي هيمينغ
نادي هيمينغ (بالنرويجية: Idrettslaget Heming‏) هو ناد رياضي نرويجي من سليمدال [الإنجليزية]، بأوسلو. يضم أقسامًا لاتحادات كرة القدم والتزلج على الجليد والتزلج على جبال الألب والتنس.